# Anne Marie Pohtamo
Anne Marie Pohtamo (n. 15 august 1955, Helsinki, Finlanda), la concursul de frumusețe din 1975, organizat în El Salvador, ea a câștigat tilul de Miss Univers. Pohtamo a urmat mai târziu o carieră în model și actriță de film, fiind cunoscută sub numele de Anne Pohtamo sau ca Anne-Pohtamo Hietanen. Sa căsătorit cu Arto Hietanen în 1980 în El Salvador.